# 誉田八幡宮

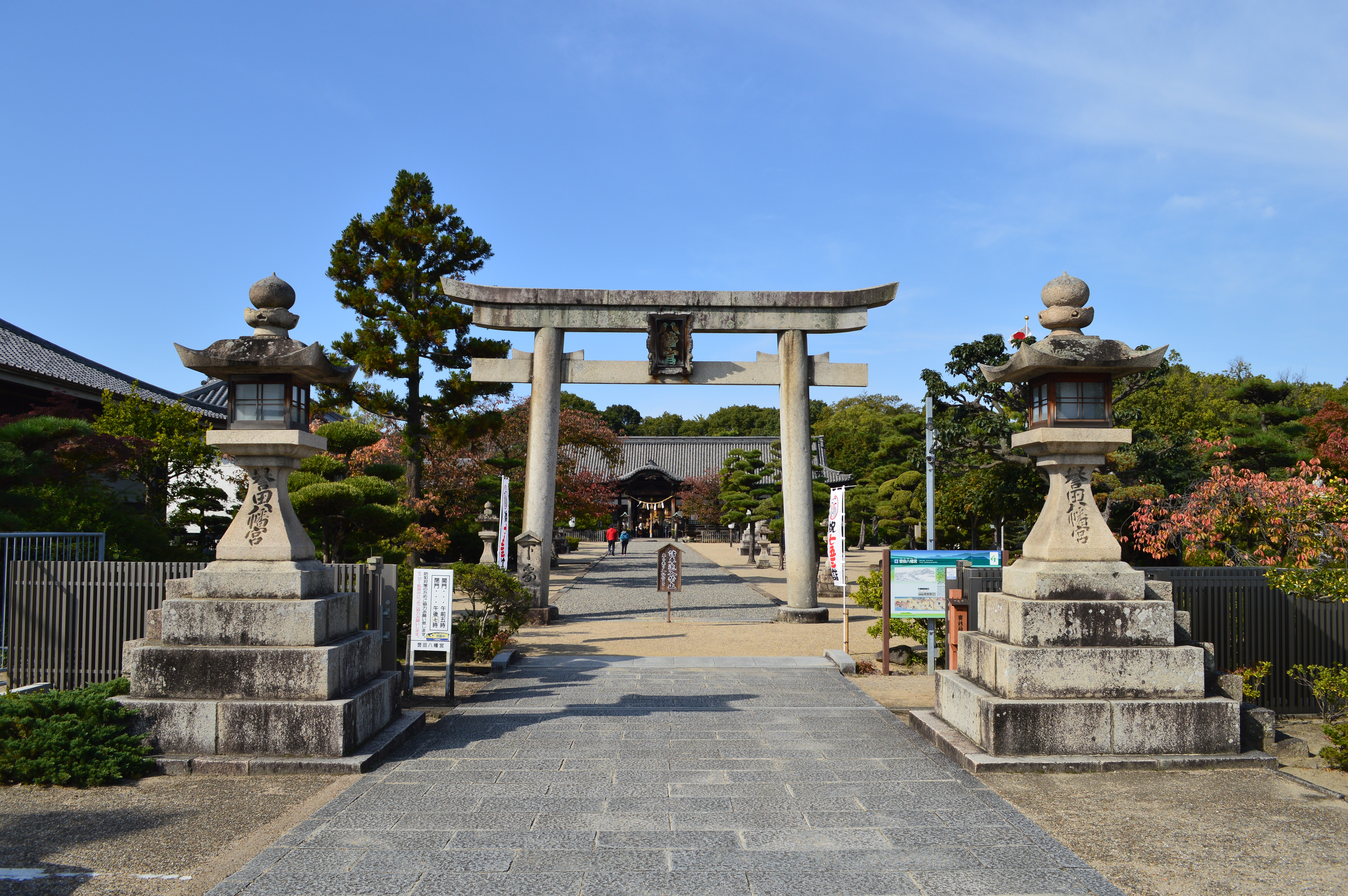
鳥居

誉田八幡宮（こんだはちまんぐう）は、大阪府羽曳野市誉田にある神社。旧社格は府社。誉田御廟山古墳（応神天皇陵）の南に隣接して鎮座する。

## 歴史
社伝によると、欽明天皇20年（559年）に任那の復興を目指した欽明天皇によって、応神天皇陵前に神廟が設置されたことをもって創建としており、最古の八幡宮を称している。なお、この地は応神天皇陵（誉田御廟山古墳）がある地であるが、応神天皇が幼少の頃に居住していたところでもあり、また、皇后の仲津姫はこの地を治める誉田真若王の娘でもあり、応神天皇にとって特別なゆかりのある地である。
奈良時代には行基によって神宮寺である長野山護国寺が境内に創建されている。
平安時代の永承6年（1051年）には創建の地より1町ほど南にある現在地に遷座し、後冷泉天皇による行幸が行われた。
八幡神が源氏の氏神とされることから、建久7年（1196年）には源頼朝によって社殿が修復され国宝の神輿などが寄進されている。室町幕府第6代将軍足利義教は、重要文化財の｢誉田宗廟縁起｣と｢神功皇后縁起｣を奉納している。
このように、当社は源姓を名乗る歴代の将軍をはじめ、武家の信仰を受けて栄えた。
南北朝時代から戦国時代にかけては、別当職の誉田三河入道一族によって保護されたが、享徳3年（1454年）より始まった河内守護・畠山氏の内紛により社殿・伽藍を焼失し荒廃した。三好氏により滅ぼされた応神天皇末裔の誉田氏の一部は、四国や九州に逃れ、また、江戸時代には、関西一円の香具師（やし）（露天商）の元締めとして君臨したといわれている。
河内国を支配下に置いた織田信長により社領は全て没収された。その後、豊臣秀吉により社領200石が寄進されて社殿が再建されたが、天正14年（1586年）に焼失してしまった。後に社領200石は河内国志紀郡古室村に転換されている。
慶長11年（1606年）に豊臣秀頼が片桐且元を普請奉行に任命して本殿・中門・拝殿などの再建を行っている。しかし、拝殿の仕上げ中に大坂の陣及び豊臣氏の滅亡があり、建物の内部が未完成のままとなっている。江戸幕府も200石の社領を安堵し、数度にわたり社殿の修復を行った。
神宮寺の長野山護国寺は塔頭十五坊を誇っていたが（誉田八幡宮は社人十三家）、明治初年の神仏分離、廃仏毀釈により本堂などの建物が取り壊され、南大門のみが残された。また、府社に列せられている。明治には幕末の剣客として知られる桃井直正が宮司を務めた。

## 祭神
- 主祭神 - 応神天皇、神功皇后、仲哀天皇

## 境内

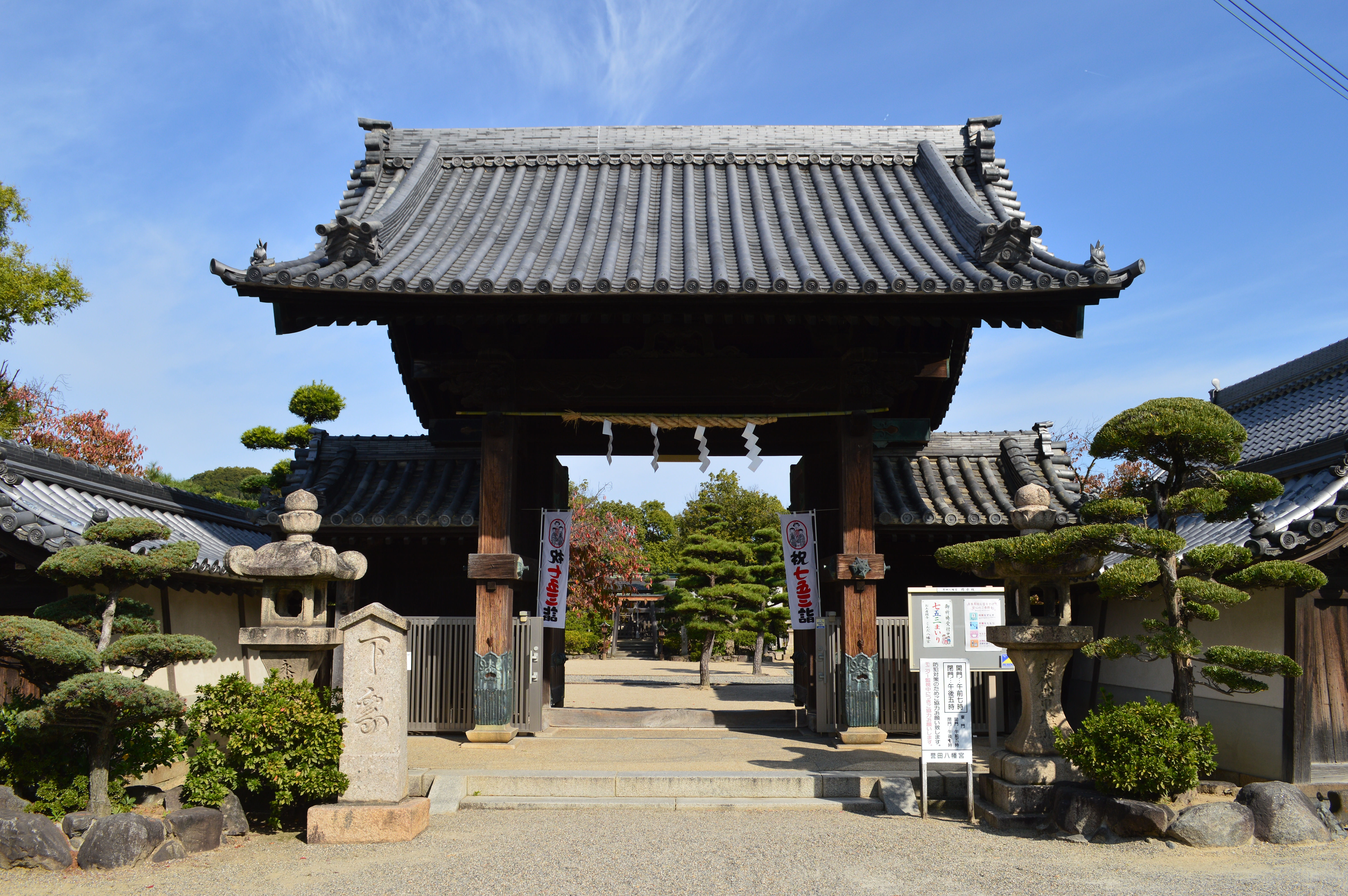
南大門

- 本殿 - 慶長11年（1606年）に豊臣秀頼が片桐且元を普請奉行として再建。
- 中門 - 慶長11年（1606年）に豊臣秀頼が片桐且元を普請奉行として再建。
- 拝殿（割拝殿） - 慶長11年（1606年）に豊臣秀頼が片桐且元を普請奉行として再建。寛永年間（1624年 - 1645年）に改修。

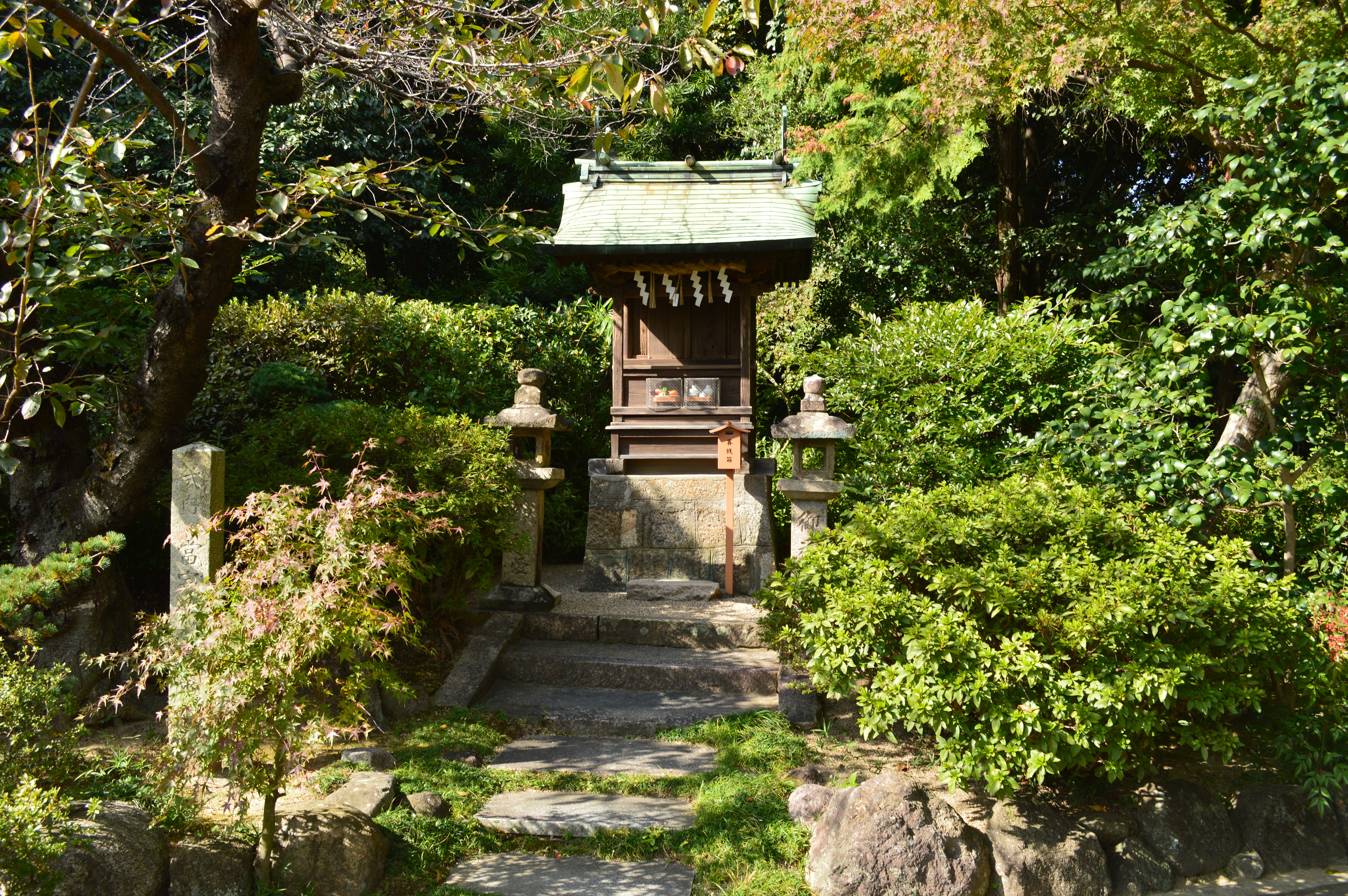
当宗社（まさむねしゃ） - 祭神：素盞鳴尊。式内社で、旧社格は無格社。元々は誉田八幡宮より東100mほど先にある当宗垣内という場所に鎮座していたが、1907年（明治40年）11月16日に当社の境内へ遷座した[2]。旧地一帯は5世紀頃、楽浪郡からの渡来人である当宗忌寸が居住するようになり、後に子孫にあたる当宗直が治めていた[2]。宇多天皇の外祖母にあたる人物が当宗氏であったため、当宗忌寸の祖神である山陽公（『寛平御記』には河内当宗神とされている）が祀られるようになり、延喜式神名帳における「當宗神社三座」と比定されている[2]。
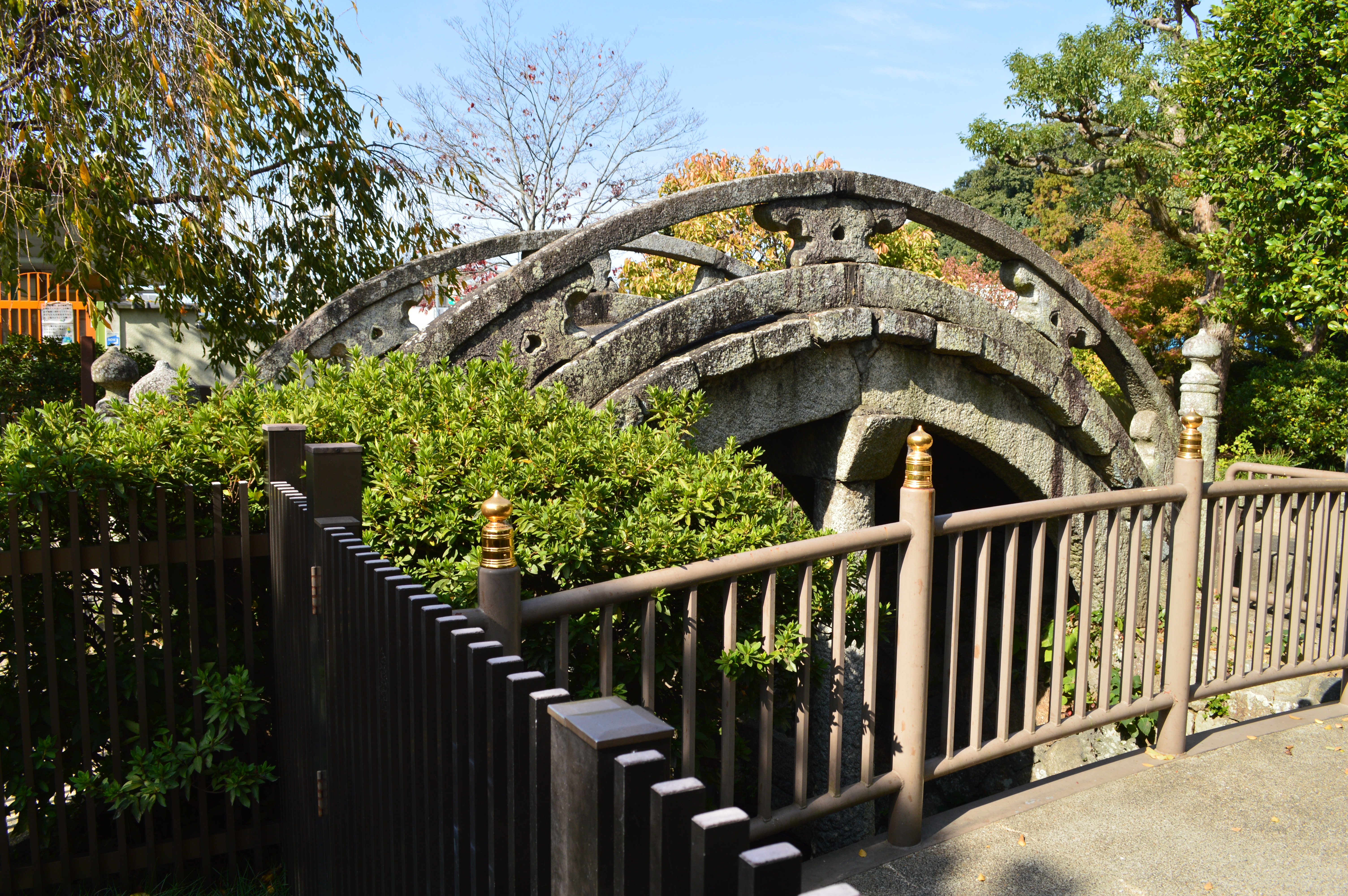
放生橋
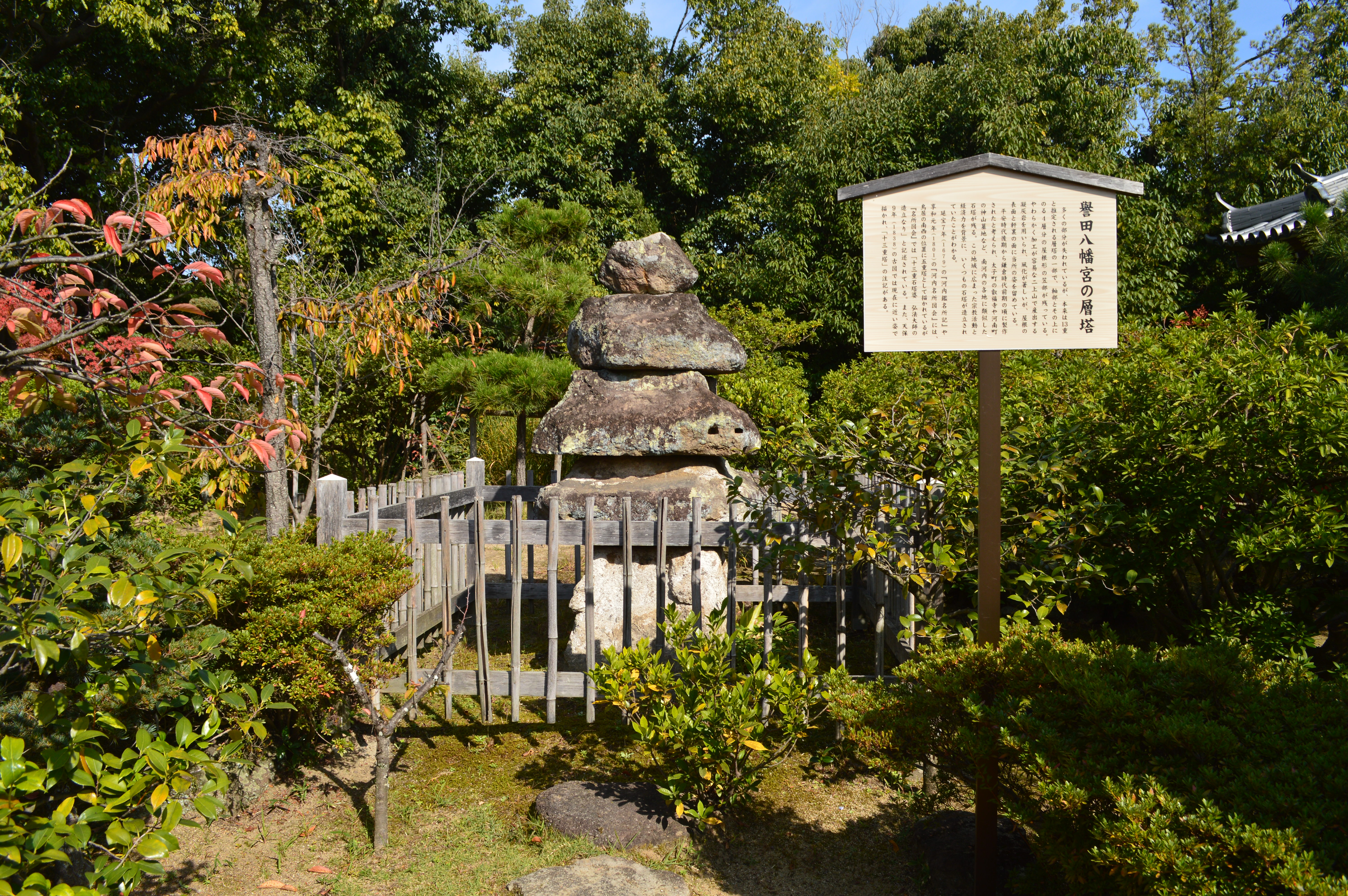
層塔
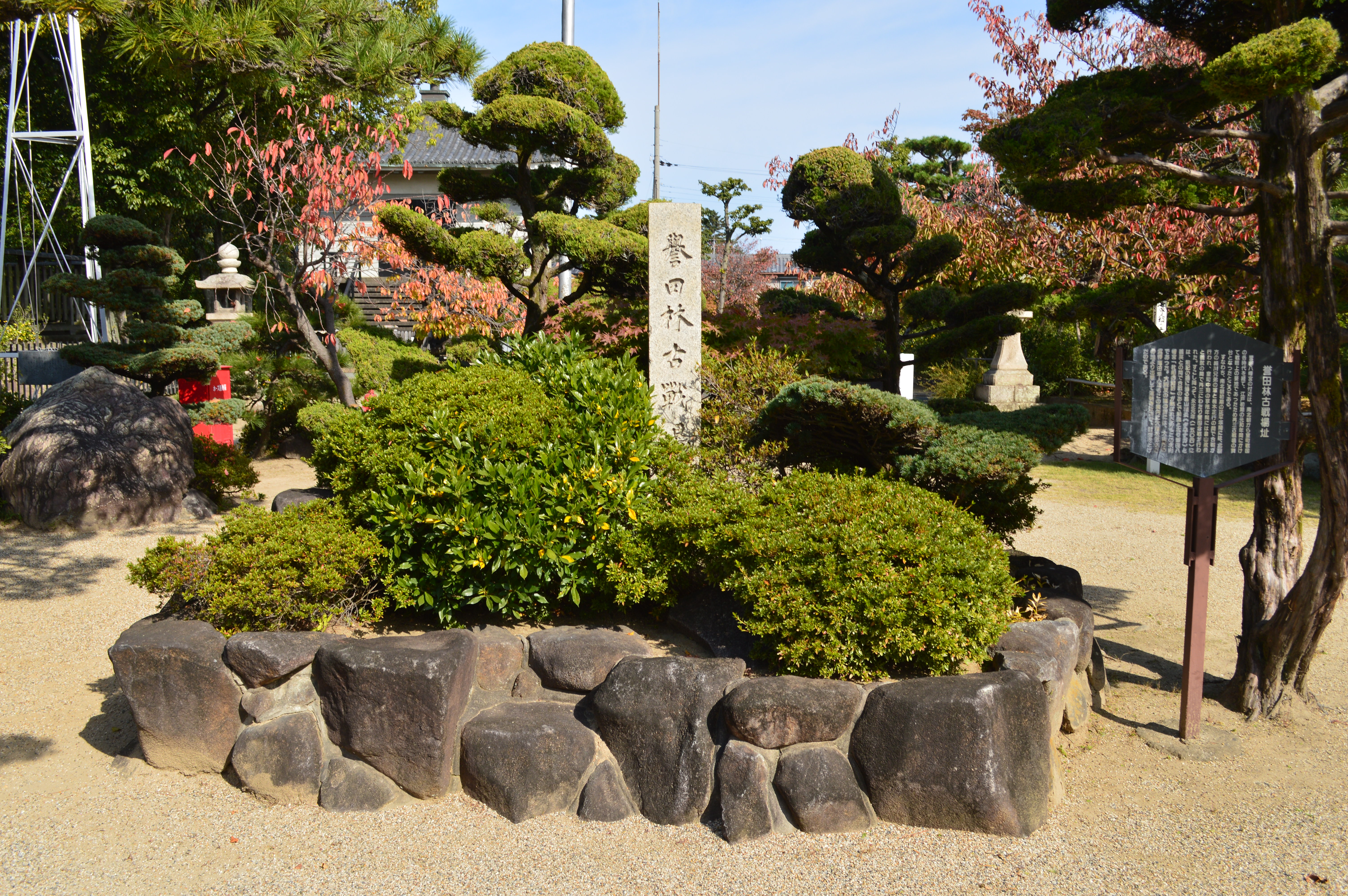
誉田林古戦場址碑

- 放生橋（羽曳野市指定有形文化財） - 17世紀後半から18世紀前半頃に建造。かつてはこの橋を渡って誉田御廟山古墳の後円部の墳丘に参拝できた。
- 石造多宝塔 - 石造の三重塔。
- 姫待稲荷社
- 恵比寿社
- 絵馬堂
- 安産社
- 南大門 - 旧長野山護国寺の南大門。
- 神庫
- 拝観庫
- 御輿庫
- 誉田宝殿
- 放生池
- 社務所

- 当宗社（式内社）
- 放生橋
- 層塔
- 誉田林古戦場址碑

## 祭事

### 日の丸神酒
元日の歳旦祭をはじめ、正月三が日に無料授与される神酒が地元河内産の赤ワインとなっており、白い盃とのコントラストから「日の丸神酒」と呼ばれている。羽曳野市や柏原市は大阪府におけるぶどうの主産地で、ワインの醸造も早くから行われている。

## 文化財

### 国宝
- 塵地螺鈿金銅装神輿（ちりじらでんこんどうそうみこし）（鎌倉時代）
- 金銅透彫鞍金具 2具分 応神天皇陵陪塚丸山古墳出土
  - 附：金銅轡鏡板1、金銅花形辻金具一括､鹿角装刀残欠一括、馬具鉄鏃及び鐙等残闕一括
  - 附：発掘関係書類1

### 重要文化財
- 紙本著色神功皇后縁起 2巻（室町時代）
- 絹本著色誉田宗廟縁起 3巻（室町時代）
- 舞楽面11面（二ノ舞2、散手1、貴徳1、天童1、陵王1、還城楽1、退走徳1、陵王1、納曽利2）附:退走徳4面（鎌倉 - 室町時代）
- 松皮菱螺鈿鏡鞍（鏡地板共）附：杏葉轡（鎌倉時代）
- 剣 銘真守（鎌倉時代）
- 太刀 銘則国（鎌倉時代）
- 薙刀 無銘大和物・鉄蛭巻薙刀拵（鎌倉時代）
- 伏見天皇宸翰後撰和歌集 巻第廿（鎌倉時代）

### 重要美術品
- 鉄蛭巻薙刀拵
- 後光厳院宸翰御消息
- 紺紙金地妙法蓮華経 1巻
- 霊元天皇宸翰御消息

### 大阪府指定有形文化財
- 太刀 銘高井信吉 附：梨子地糸巻太刀拵

### 大阪府指定天然記念物
- 誉田八幡宮のエノキ

### 羽曳野市指定有形文化財
- 伝僧形八幡神像 1幅 （鎌倉時代）
- 座太鼓 1基 応永17年（1410年）作。
- 羯鼓胴 1基 附：羯鼓台 1基 正平6年（1351年）に天王寺の怜人が製作。
- 石造燈籠 1基 寛政18年（1641年）大橋龍慶の寄進。
- 放生橋

### 羽曳野市有形民俗文化財
- 藤花車 1台（江戸時代）
- 藤花車飾幕 9点（江戸時代）

## 前後の札所
河内飛鳥古社寺霊場
客番 住吉大社　-　客番 誉田八幡宮

## 交通アクセス
- 近鉄南大阪線 古市駅、徒歩約10分